# دیستون (اورگن)
دیستون (به انگلیسی: Disston) یک منطقهٔ مسکونی در ایالات متحده آمریکا است که در شهرستان لین، اورگن واقع شده‌است.